# Operation Paperclip

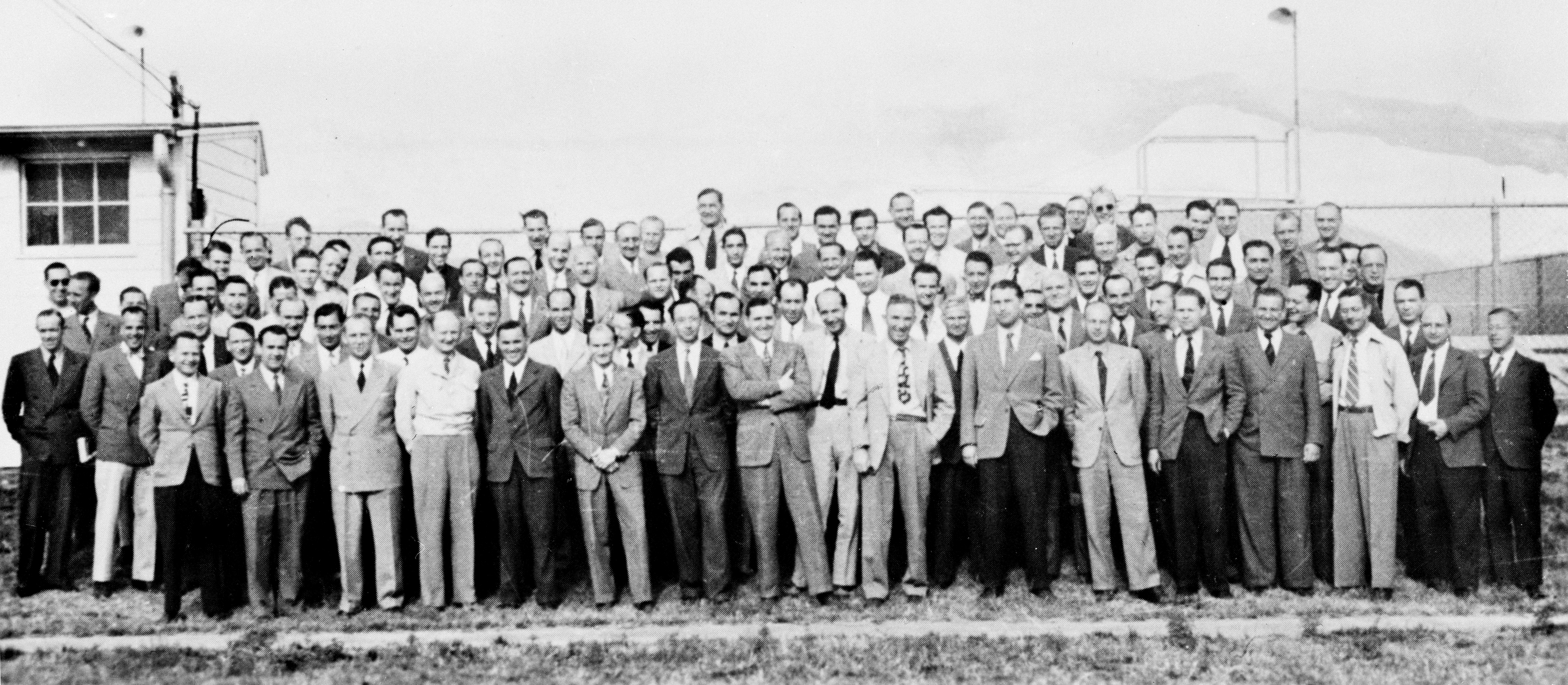
Fotografi på 104 tyska raketforskare 1946, inklusive Wernher von Braun, Ludwig Roth och Arthur Rudolph, vid Fort Bliss, Texas. Gruppen hade delats upp i två sektioner: en mindre vid White Sands Proving Grounds för missil tester och den större vid Fort Bliss för forskning. Många hade tidigare arbetat för att utveckla V-2-raketen vid Peenemünde Tyskland och kom till USA efter andra världskriget, och arbetade därefter på olika raketer inklusive Explorer 1 Space-rocket och Saturn (raketen) vid NASA.

Operation Paperclip var ett hemligt amerikanskt program inom den amerikanska underrättelseorganisationen Joint Intelligence Objectives Agency vid andra världskrigets slut, där USA och Sovjetunionen tävlade om att rekrytera så många tyska vetenskapsmän och experter inom vapenutveckling som möjligt.
Den amerikanska generalstaben påbörjade det första hemliga rekryteringsprogrammet, Operation Overcast, den 20 juli 1945, men Overcast blev snabbt omdöpt och till viss del förändrat till sin efterföljare Operation Paperclip i november 1945. President Harry S. Truman godkände formellt Operation Paperclip i ett hemligstämplat beslut den 3 september 1946. Rekryteringen pågick sedan av varierande intensitet fram till 1959, med hjälp från specialagenter från den amerikanska arméns Counterintelligence Corps (CIC). Under dessa år enrollerades fler än 1 600 tyska vetenskapsmän, ingenjörer och tekniker, varav många i olika grad hade varit medlemmar av det tyska nazistpartiet.
Huvudsyftet med Operation Paperclip var att ge USA ett militärt och teknologiskt försprång över Sovjetunionen, i vad som kan ses som ett tidigt stadium av Kalla kriget. Under samma period genomförde Sovjetunionens armé en liknande operation vid namn Operation Osoaviakhim, där över 2 500 tyska vetenskapsmän och specialister enrollerades.

## Bakgrund

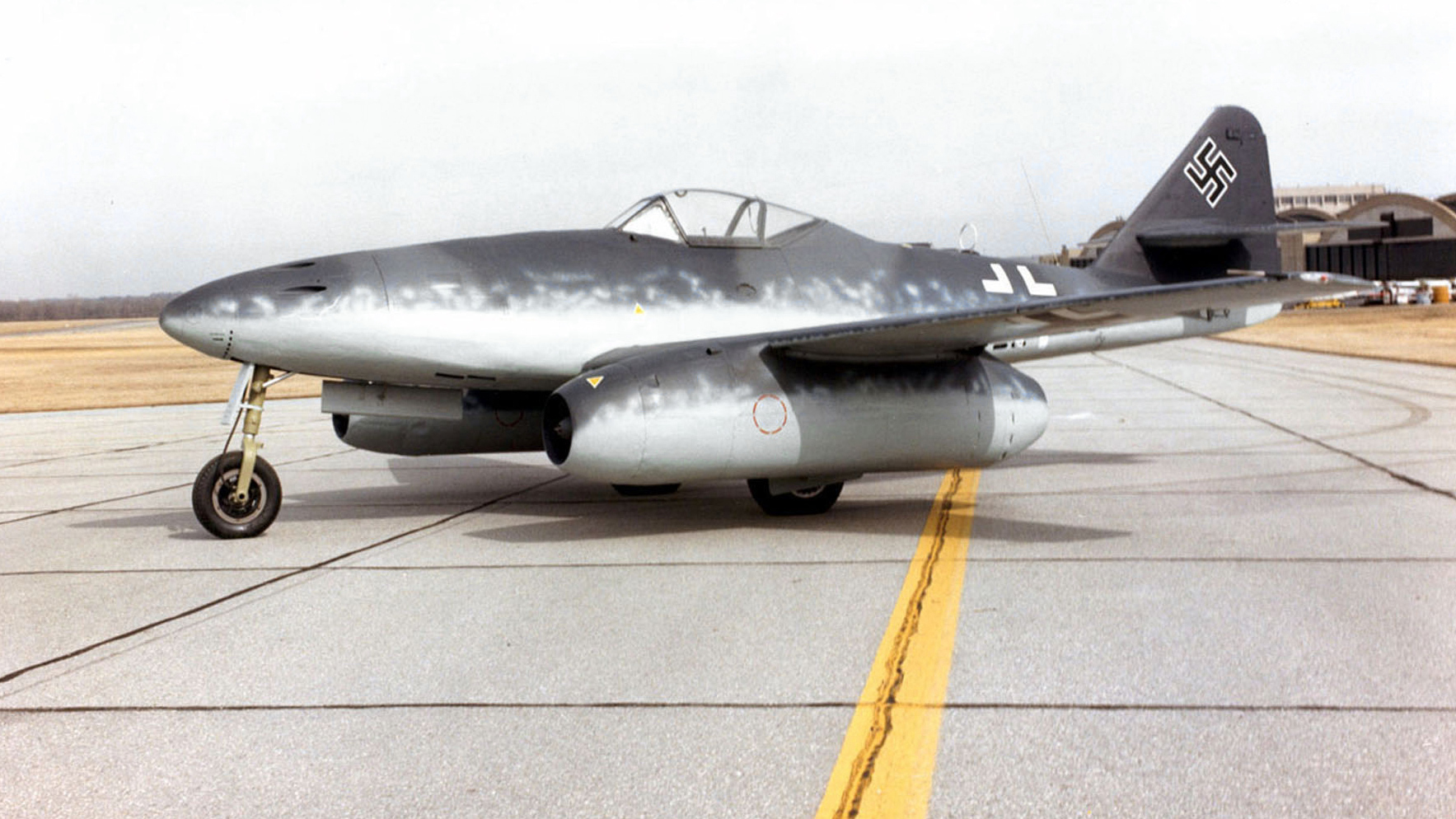
Messerschmitt Me 262 A-1a

I februari 1945 hade de allierade militära styrkorna gjort stora framsteg i sin offensiv mot Nazityskland. Vid 1945 var till stor del hela Tyskland omringat och den allierade segern var solklar. Nazityskland hade en imponerande militär med många skickliga vetenskapsmän bakom den militära teknologin, teknologi som USA var extra intresserade av.
Tyskarna hade utvecklat ett av de första militära jetflygplanet Messerschmitt Me 262. Me 262 var snabbare och tyngre beväpnad än något av dem allierade jaktplanen under sin tid, inklusive den brittiska jetdrivna Gloster Meteor. Ett annat teknologiskt vapen av intresse var Vergeltungswaffe 2 känd som V-2 raketen som användes bland annat för att bombardera England, V-2 var den första styrda ballistiska långdistansroboten. 

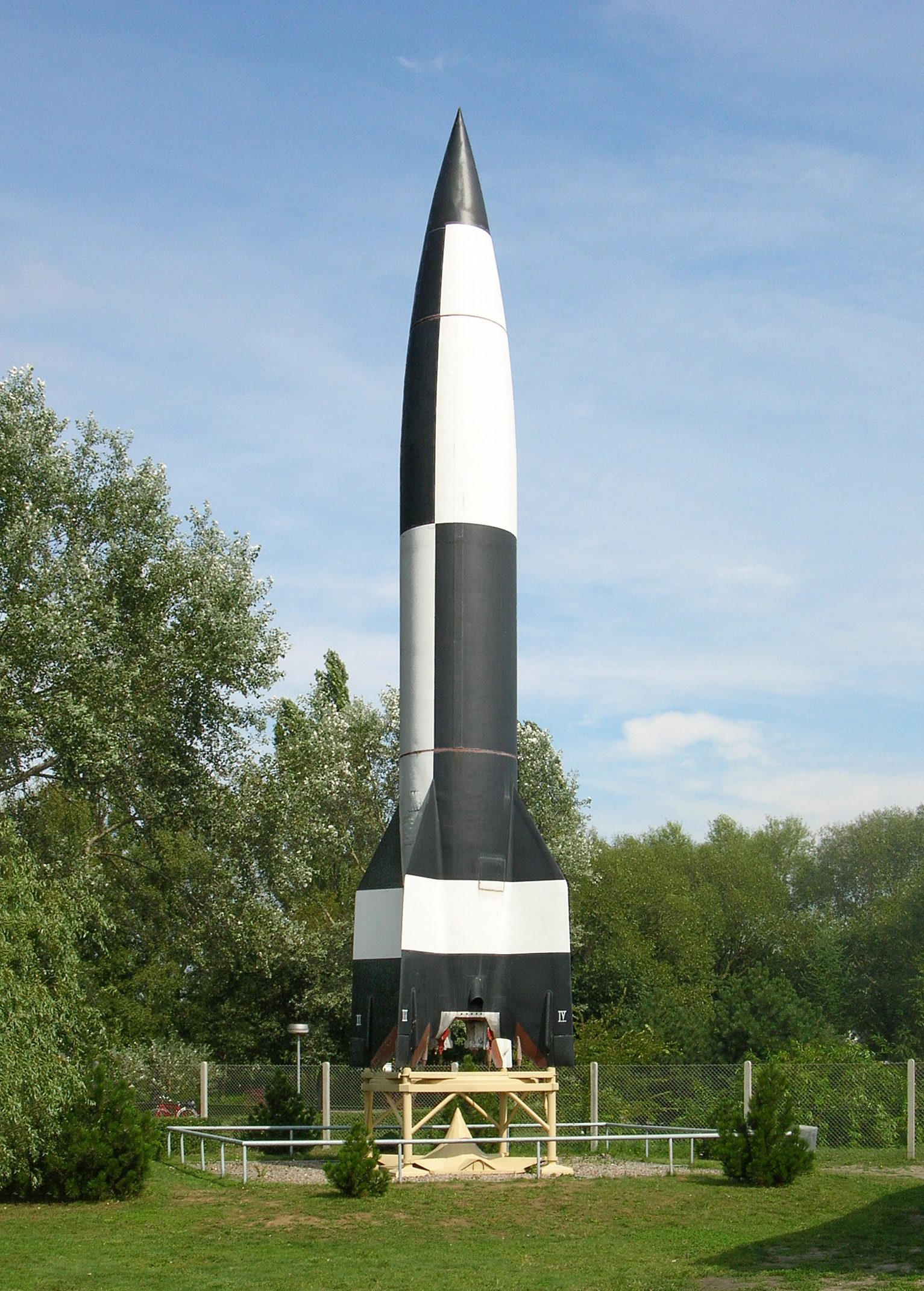
V-2 raket vid det Teknologiska Museet i Peenemünde

USA ville ta del av Tysklands vetenskapliga kunskaper och det fanns en oro att tyska forskare skulle emigrera och fortsätta sin forskning i länder som förblev neutrala under kriget. När ett stort antal tyska vetenskapsmän började upptäckas av de allierade styrkorna i slutet av april 1945 fick Special Sections Subdivision i uppdrag att förhöra vetenskapsmän. Special Sections Subdivision undersökte 5 000 tyska mål när dom sökte expertis inom syntetiskt gummi, oljekatalysatorer, nya konstruktioner av pansarutrustning, V-2 raketen, jet- och raketdrivna flygplan, marin utrustning, fältradioapparater, hemliga kemikalier och flygmedicinsk forskning.
Den amerikanska generalstaben påbörjade sedan det första hemliga rekryteringsprogrammet, Operation Overcast, den 20 juli 1945, med syfte att korta ner kriget mot Japan. I september 1945 grundade generalstaben Joint Intelligence Objectives Agency för att administrera Operation Overcast och dess efterföljare Operation Paperclip, omdöpt i november 1945 då lokalerna för Operation Overcast fått lokalkännedom som "Camp Overcast".

## Genomförande

### Osenberglistan
Mot slutet av andra världskriget hade tyskarna tagit stora förluster och var i ett logistiskt underläge. En anledning till detta var den misslyckade invasionen av Sovjetunionen med Operation Barbarossa. Den misslyckade invasionen kostade Nazityskland enorma resurser och dess militär-industriella komplex var oförberett för den Röda armén motoffensiv. I början av 1943 införde den tyska regeringen ett projekt att samla rikets skickligaste vetenskapsmän. Werner Osenberg fick då i uppdrag att göra en lista över pålitliga forskare, ingenjörer och tekniker som skulle arbeta på hemliga vapenprojekt i hopp om att kunna vända krigets gång. I mars 1945, under de allierades offensiv, hittades en del av Osenberglistan i en toalett vid Bonns universitet. Listan blev sedan skickad till MI6 som i sin tur överförde den till den amerikanska underrättelsetjänsten.
Osenberglistan användes sedan av den amerikanska arméns Major Robert B. Staver för att skapa en egen lista över de mest eftertraktade tyska forskarna, som skulle fångas och förhöras i Operation Overcast. I Operation Overcast var Major Stavers ursprungliga uppgift att förhöra tyska forskare. Dock ändrades operationens syfte när betydelsen av den tyska forskningen framgick och den 22 maj 1945 överförde Major Stavers ett telegram till det amerikanska krigsdepartementet, där han uppmanade till att 100 av de 400 tyska vetenskapsmännen i hans förvar borde evakueras till Amerika.

### Evakueringen från Sachsen och Thüringen
Efter att kriget ansågs vara över i Europa började amerikanska styrkor lägga fokus på att tyska forskare inte skulle hamna i sovjetiska händer. Sachsen och Thüringen, som den 1 juli 1945 skulle bli en del av den sovjetiska ockupationszonen, var två områden som många tyska forskare hade evakuerats till från forskningsanläggningar i Berlin. Av rädsla för att det sovjetiska maktövertagandet skulle ta vara på tysk vetenskaplig expertis och därmed begränsa USA:s förmåga till ett teknologiskt försprång, inledde USA en "evakueringsoperation" av vetenskaplig personal från Sachsen och Thüringen. Fram till 1947 ska omkring 1 800 vetenskapsmän och deras 3 700 familjemedlemmar ha evakuerats till det allierade Europa. Vetenskapsmän med kunskap som kunde gynna de allierade togs till speciella  internerings- och förhörscenter som skapades under Operation Paperclip, en av dessa var Camp Dustbin.

## Tyska vetenskapsmän från Operation Paperclip

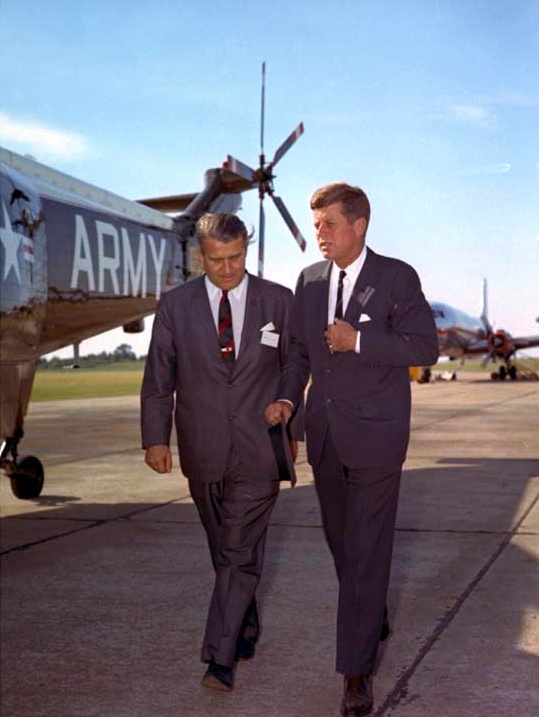
Wernher von Braun med president John F. Kennedy i Redstone Arsenal 1963; John F. Kennedy var initiativtagare till det amerikanska Apolloprogrammet 1961, och von Braun utsågs till dess tekniska chef.

### Wernher von Braun
Wernher von Braun (1912–1977) var en av de vetenskapsmän från Operation Paperclip som fick en framgångsrik karriär i USA. Han har hyllats för sina bidrag inom raketforskning samt rymdutforskning när han arbetade för NASA.

#### Forskning under Nazityskland
von Braun intresserade sig tidigt för raketforskning, och för att få forska och arbeta med större resurser gick han 1932 med i den tyska armén för att utveckla missiler med flytande bränsle. Genom sin arméfinansierade forskning om raketer, doktorerade von Braun den 27 juli 1934 i fysik från Universitetet i Berlin. von Braun var medlem i en SS-ryttarenhet mellan 1933–34 och gick med i nazistpartiet 1937 samt blev junior SS-officer 1940. von Braun fortsatte att utveckla missiler tillsammans med Walter Dornberger och hans forskningsgrupp, vilka kom att uppfinna Wasserfall missilen samt A-4 missilen, mer känd som V-2.

#### Forskning i USA
År 1945 överlämnade sig von Braun och hans forskargrupp frivilligt till de amerikanska styrkorna. von Braun skrev på ett ettårigt kontrakt med den amerikanska armén och fördes till USA, där han blev teknisk direktör för U.S. Army Ordnance Guided Missile Project i Alabama år 1952. I samarbete med Dr. William H. Pickering, tidigare direktör för JPL, och Dr. James A. van Allen spelade von Braun en avgörande roll i utvecklandet av USA:s första konstgjorda jordsatellit, Explorer I. Som ledare för Arméns Redstone Arsenal-team var von Braun ansvarig för den första etappen av  Juno I raketen som användes för att skjuta upp Explorer I. Även utvecklingen av Jupiter Intermediate Range Ballistic Missile (IRBM) och Pershing-raketen skede under hans ledning. Som direktör för NASA:s Marshall Space Flight Center från 1960 till 1970 spelade von Braun en avgörande roll i utvecklingen av Saturn IB- och Saturn V raketen, som användes till att få Apollo 8 i omloppsbana runt månen. År 1972 anslöt sig von Braun till flygteknik företaget Fairchild Industries Inc som vice ordförande. Han grundade senare National Space Institute med målet att öka allmänhetens stöd för rymd relaterad forskning.

### Arthur Rudolph
Arthur Rudolph (1906–1996) en tysk raketingenjör som var en av dem ansvariga för utvecklingen av V-2-raketen i Nazityskland. Efter andra världskriget tog USA: s regerings Office of Strategic Services (OSS) honom till USA som en del av Operation Paperclip , där han blev en av de främsta utvecklarna av det amerikanska rymdprogrammet.

#### Forskning under Nazityskland
Efter att år 1930 ha tagit examen i maskinteknik på Berlins Tekniska Universitet specialiserade sig Rudolph på raketforskning.År 1931 gick han med i det tyska Nazistpartiet och kom senare att gå med i Sturmabteilung (SA), även kända som brunskjortorna. SA hade en central roll i Nazistpartiet och hjälpte Hitler komma till makten men blev ersatta av SS 1934 efter långa knivarnas natt. Rudolph beskrev senare i livet att Nazistpartiet såg ut som det solklara valet under depressionen, "Jag läste Mein Kampf och höll med om många saker i den. Hitlers första sex år, tills kriget började, var verkligen fantastiska. Alla var glada. Alla fick jobb."
Under andra världskriget var Rudolph civilchef för tillverkningen av V-2 raketen. 1943 började Nazisterna med ett projekt (Mittelbau-Dora) att omvandla en liten anhydritgruva till ett komplext system av 46 tunnlar där V-2 raketerna kunde tillverkas i säkerhet under kriget och Arthur Rudolph blev en av dem ansvariga över projektet. För att genomföra arbetet använde Nazisterna sig av tiotusentals fångar från koncentrationslägret Buchenwald. Under de följande två åren dog cirka 20 000 arbetare under de dåliga förhållandena inne i tunnlarna vid Nordhausen. Fyrtio män dog varje dag av svält, utmattning, sjukdom eller våld från SS-soldater. Den totala V-2 produktionen vid Nordhausen var runt 3 000 raketer, som främst användes för att bomba allierade mål, de flesta användes mot London mellan augusti 1944 och mars 1945. Rudolph var senare en av 119 raketingenjörerna som under von Braun kapitulerade till amerikanerna i maj 1945.

#### Forskning i USA

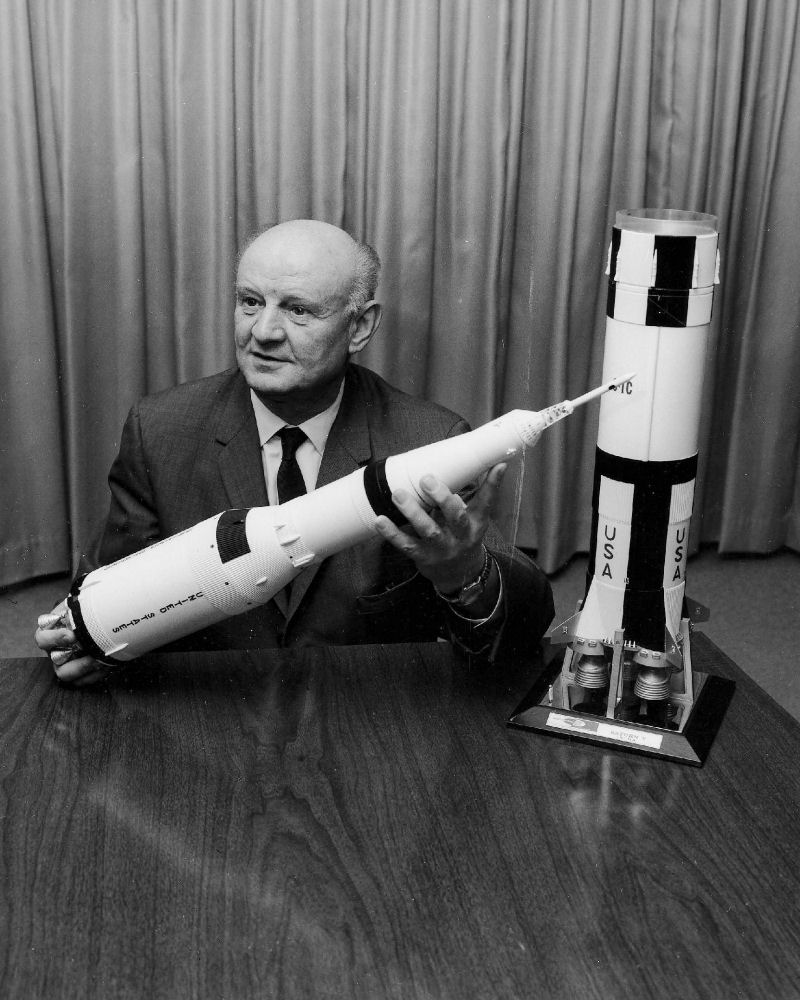
Arthur Rudolph som håller i en miniatyr modell av Saturn V

Efter kriget blev Rudolph flyttad till USA och rekryterades genom Operation Paperclip. Han fortsatte sitt arbete inom raketutveckling och blev placerad på Redstone Arsenal där han arbetade under von Braun på  Redstone Missile Project samt på Pershing missilen. Då von Braun fortsatte sin forskning på NASA (1960) började Rudolph där året efter för att fortsätta sin forskning under von Braun, där han arbetade som projekt ledare för Saturn V. För sina insatser i Apollo programmet blev han tilldelad  "NASA Exceptional Service Medal" och "NASA Distinguished Service Medal".
1982 blev Rudolphs delaktighet i Nordhausen undersökt. Detta efter att Jean Michel (en före detta fånge i Nordhausen), fördömde honom i sin bok Dora: The Hell of all the Concentration Camps (1975) och antydde att han borde ha ställts för rätta för sina brott. Det amerikanska justitiedepartementet anklagade honom sedan för krigsförbrytelser som involverade tvångsarbetet i Nordhausen. Men istället för att åtalas och ställas inför offentlig rättegång återvände Rudolph till Tyskland den 25 maj 1984, och förlorade sitt amerikanska medborgarskap. Rudolph fördömde därefter den amerikanska regeringen då han ansåg att han blivit utnyttjad enbart för sina kunskaper  "De ville bara ha mig för det jag kunde göra," sa han, "och när det var färdigt brydde de sig inte om vad som hände mig."

### Kurt Blome
Kurt Blome (1894–1969) var en tysk mikrobiolog och virolog som arbetade för Nazityskland som  Tredje rikets Rikshälsoledare (Reichsgesundheitsführer), samt forskade på biovapen. Efter andra världskriget blev han rekryterad av USA genom Operation Paperclip, där han arbetade på program som syftade på att utveckla kemiska och biologiska vapen.

#### Forskning under Nazityskland

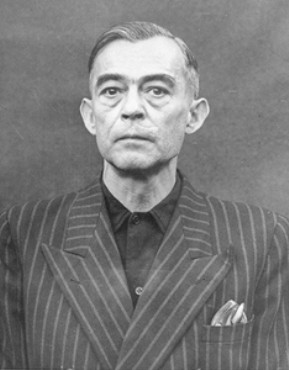
Bild på Kurt Blome vid Nürnbergprocessen

Efter att ha avlagt sin doktorsexamen i medicin vid Universitetet i München 1920, specialiserade sig Blome inom mikrobiologi och virologi. År 1933 blev han medlem i nazistpartiet och han anslöt sig också till Schutzstaffel (SS) där han blev Gruppenführer.  Han arbetade huvudsakligen på det tyska biovapenprogrammet, där han fokuserade på forskning kring pest, kolera och tyfus. Under hans tid inom Nazityskland ledde Blome flera livshotande experiment på runt 1 700 koncentrationslägerfångar från Mauthausen för att undersöka effekterna av olika sjukdomar och deras potentiella användning som biovapen. Efter kapitulationen 1945 greps Blome av amerikanska styrkor och blev sedan ställd inför rätta vid Nürnbergprocessen. Han anklagades för krigsförbrytelser relaterade till hans experiment på fångar, men friades från alla anklagelser i slutet av rättegången.

#### Forskning under USA
Efter rättegången blev Blome rekryterad av USA genom Operation Paperclip och hamnade under den amerikanska armens Chemical Corps. Han flyttades till USA och arbetade huvudsakligen vid Fort Detrick i Maryland, där han fortsatte sin forskning inom kemisk och biologisk krigföring. Under sin tid i USA var han delaktig i flera olika experiment, till exempel var han delaktig i det hemliga forskningsprogrammet MK Ultra. MK Ultra var ett CIA-projekt som syftade till att utforska möjligheterna att kontrollera människors sinnen och beteenden genom användning av droger, elektrochocker och andra metoder. Han arbetade på att utveckla olika droger och giftiga ämnen som användes på försökspersoner. Programmet involverade många kontroversiella metoder och experiment. MK Ultra har sedan kommit att kritiseras och ifrågasättas. Blomes arbete under Operation Paperclip bidrog med en förbättrad kunskap om biovapen, vilket USA såg som viktigt för att förstå och motverka potentiella biologiska hot under det kalla kriget.